# کفر حبو
کفر حبو (به عربی: کفرحبو) یک منطقهٔ مسکونی در لبنان است که در شهرستان منیه ضنیه واقع شده‌است. کفر حبو ۷٫۴۱ کیلومتر مربع مساحت دارد.